# Rhectogonia
Rhectogonia là một chi bướm đêm thuộc phân họ Olethreutinae, họ Tortricidae Tortricidae.

## Các loài
- Rhectogonia ancalota (Meyrick, 1907)
- Rhectogonia dyschima Diakonoff, 1984
- Rhectogonia electrosema Diakonoff, 1966